# Bourbon-Orléans
Bourbon-Orléans je označení rodové linie francouzského královského rodu Bourbonů. Přídomkem d'Orléans se označovali mladší (většinou druhorození) synové francouzských králů, kterým bylo v úděl uděleno stejnojmenné vévodství. Titul vévody orleánského se uděloval mladším synům krále již v dynastii Valois.

## Historie
U Bourbonů získává jako první přídomek Orléans mladší syn Jindřicha IV. Mikuláš a po jeho předčasné smrti syn Gaston. Po Gastonově smrti v roce 1660 přechází titul na jeho synovce a zároveň mladšího syna krále Ludvíka XIII. Filipa. Filip I. Orleánský získává pro svůj rod titul vévody orleánského dědičně. U Filipa I. se původně neočekávalo, že by mohl mít potomky, jelikož jeho život provázela řada homosexuálních skandálů. Rodová sňatková politika však byla důležitější a tak byl Filip I. na příkaz svého bratra Ludvíka XIV. oženěn se svou sestřenicí Henriettou Stuartovnou, dcerou popraveného anglického krále Karla I. Jeho druhou ženou se později stala Alžběta Šarlota Falcká, s níž měl tři děti. Jeho synem Filipem II. Orleánským, který vzešel z tohoto manželství pokračuje rodová linie Bourbon-Orléans.

## Významní představitelé rodu
Někteří příslušníci rodu Bourbon-Orléans kteří z hlediska politického nebo genealogického výrazněji zasáhli do dějin Evropy:
- Filip I. Orleánský (1640 - 1701). Zakladatel dynastie Bourbon-Orléans.
- Filip II. Orleánský (1674 - 1723). Syn Filipa I., regent nezletilého krále Ludvíka XV.
- Ludvík Filip II. Orleánský zvaný Filip Egalité (1747 - 1793), ve své době nejbohatší šlechtic Francie, který se v době Velké francouzské revoluce postavil překvapivě na stranu revolucionářů a nakonec byl v roce 1793 popraven. Byl otcem pozdějšího krále Ludvíka Filipa I. Orleánského.
- Ludvík Filip (1773 - 1850), po svržení hlavní rodové linie Bourbonů byl francouzským králem v letech 1830 - 1848.
- Anna Marie Orleánská (1669 - 1728), dcera Filipa I. Byla matkou Karla Emanuela III., krále piemontsko-sardinského. Jejím dalším dítětem byla Marie Louisa-Gabriela Savojská, manželka španělského krále Filipa V. z rodu Bourbonů a tedy matka španělských králů Ludvíka I. a Ferdinanda VI.
- Alžběta Charlotta Orleánská (1676 - 1744), dcera Filipa I. a matka císaře Františka I. Štěpána Lotrinského.
- Gaston Orleánský, hrabě z Eu (1842 - 1922) - manžel brazilské princezny Isabely, zakladatel větve Orléans-Braganza.
- Marie Amélie Orleánská (1865 - 1951), manželka krále Karla I. Portugalského a matka portugalského krále Manuela II.
- Luisa Orleánská (1882–1958), matka Marie Mercedes Bourbon-Sicilské, která byla matkou pozdějšího španělského krále Juana Carlose I.
- Henri, hrabě pařížský (1933-2019), hlava královského domu Francie, hrabě pařížský a vévoda Francie

Rod Bourbon-Orléans nyní existuje i v dalších rodových liniích. Kromě přídomku d'Orléans užívají členové rodu i titulů: hrabě pařížský, hrabě clermontský, vévoda francouzský, vévoda z Vendôme, vévoda z Angoulême a další.